# Московский международный кинофестиваль 1963

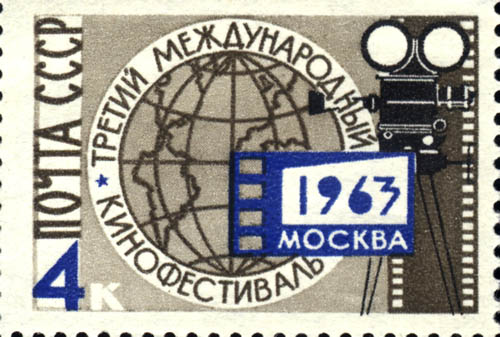
Почтовая марка, посвящённая фестивалю

Третий Московский международный кинофестиваль состоялся в 1963 году. Открылся 7 июля 1963 года.

## Жюри
Председатель жюри Григорий Чухрай.
В состав жюри входили:
- Шакен Айманов — режиссёр СССР
- Серджо Амидеи — сценарист Италия
- Душан Вукотич — режиссёр СФРЮ
- Мухаммед Керим — директор Института кино ОАР
- Стэнли Крамер — режиссёр и продюсер США
- Жан Маре — актёр Франция
- Нелсон Перейра дус Сантус — режиссёр Бразилия
- Эмиль Петров — кинокритик, председатель союза киноработников НРБ
- Ян Прохазка[англ.] — писатель и сценарист ЧССР
- Сатьяджит Рай — режиссёр Индия
- Ян Рыбковский — режиссёр ПНР
- Кёхико Усихара — режиссёр Япония
- Янош Хершко[англ.] — режиссёр ВНР

## Фильмы-участники
- «Берег ожидания[вд]» (Иран, реж. Сьямак Ясами[вд])
- «Большой побег» / The great escape (США, реж. Джон Стёрджес)
- «Брачный круг[вд]» / Саптапади (Индия, реж. Аджой Кар[вд])
- «Вздыхатель[вд]» / Le soupirant (Франция, реж. Пьер Этекс)
- «Восемь с половиной» / Otto e mezzo (Италия-Франция, реж. Федерико Феллини)
- «Перемены в деревне[вд]» / Гампералия (Цейлон, реж. Лестер Джеймс Перьес[вд])
- «Голый среди волков» / Nackt unter wolfen (ГДР, реж. Франк Байер)
- «Двенадцать стульев» / Las doce sillas (Куба, реж. Томас Гутьеррес Алеа)
- «Знаки зодиака[вд]» / Los signos del zodiaco (Мексика, реж. Серхио Вехар[вд])
- «Знакомьтесь, Балуев!» (СССР, реж. Виктор Комиссаржевский)
- «Испорченная девчонка» / Хико сёдзё (Япония, реж. Кириро Ураяма)
- «Козара» / Kozara (СФРЮ, реж. Велько Булайич)
- «Летающий клипер — волшебное путешествие под белым парусом[вд]» / Flying Clipper — Traumreise unter weißen Segeln (ФРГ, реж. Герман Лайтнер[вд], Рудольф Нуссгрубер[вд])
- «Лупень 29[вд]» / Lupeni, 29 (РНР, реж. Мирча Дрэган)
- «Мальчишки» / Pojat (Финляндия, реж. Микко Нисканен)
- «Милое семейство» / Den kaera familie (Дания, реж. Эрик Баллинг)
- «Нападение» / Dе overval (Нидерланды, реж. Пол Рота)
- «Нищие[вд]» / Os mendigos (Бразилия, реж. Флавио Мильяччо)
- «Новая дружба[вд]» / Nuevas amistades (Испания, рем. Рамон Комас[вд])
- «Ох, уж эти девушки![вд]» / Энэ хуухнуу дуу (МНР, реж. Равжаагийн Доржпалам)
- «Победитель Салах Ад-дин» / Ан-насыр Салах Ад-дин (ОАР, реж. Юсеф Шахин)
- «Порожний рейс» (СССР, реж. Владимир Венгеров)
- «Рассказы в поезде[вд]» / Legenda a vonaton (ВНР, реж. Тамаш Реньи)
- «Смерть зовётся Энгельхен» / Smrt si rika Engelchen (ЧССР, реж. Ян Кадар и Эльмар Клос)
- «Стрекоза — не насекомое[вд]» / La Cigarra no es un bicho (Аргентина, реж. Даниэль Тинайре)
- «Сэмми отправляется на юг[вд]» / Sammy going south (Великобритания, реж. Александр Маккендрик)
- «Те, кто идёт на риск[вд]» / Deutschland – deine Sternchen (Австрия, реж. Эдвин Збонек[вд])
- «Тоха — герой южного Бандунга[вд]» (Индонезия, реж. Усмар Исмаил, Н. Д. Афифи)
- «Женщина с южного берега[вд]» / Chị Tư Hậu (ДРВ, реж. Фам Ки Нам)
- «Холодные следы» / Kalde spor (Норвегия, рем. Арне Скоуэн)
- «Чёрные крылья» / Czarne skrzydla (ПНР, реж. Эва и Чеслав Петельские)
- «Чудесное путешествие Нильса Хольгерсона[вд]» / Nils Holgerssons underbara resa (Швеция, реж. Кенне Фант[вд])
- «Чужой в городе[вд]» / Sehirdeki yabanci (Турция, реж. Халит Рефиг)
- «Шушу и миллион» / Шушу уа аль миллион (Ливан, реж. Иссам Хамави)

По свидетельству писателя Анатолия Кузнецова, от СССР на фестиваль были отобраны два фильма, «Знакомьтесь, Балуев!» и фильм Юрия Лысенко по сценарию Кузнецова «Мы, двое мужчин», однако в последний момент в программе без объявления причины второй фильм был заменён на «Порожний рейс».

## Награды
Большой приз
- «Восемь с половиной» (Италия-Франция, реж. Федерико Феллини)

Золотые призы
- «Смерть зовётся Энгельхен» (ЧССР, реж. Ян Кадар и Эльмар Клос)
- «Козара» (СФРЮ, реж. Велько Булайич)
- «Испорченная девчонка» (Япония, реж. Кириро Ураяма)

Специальная серебряная премия
- Режиссёр Франк Байер («Голый среди волков», ГДР)

Серебряные премии
- «Порожний рейс» (СССР, реж. Владимир Венгеров)
- «Рассказы в поезде» / «Легенда в поезде» (ВНР, реж. Тамаш Реньи)
- «Чёрные крылья» (ПНР, реж. Эва и Чеслав Петельские)
- «Женщина с южного берега» (ДРВ, реж. Фам Ки Нам)
- Актёр Стив Маккуин («Большой побег», США)
- Актриса Сучитра Сен («Брачный круг», Индия)
- Оператор Эрген Скоу[вд] («Милое семейство», Дания)

Почётный диплом
- Пьер Этекс («Вздыхатель», Франция)

Премия ФИПРЕССИ
- «Четыре дня Неаполя» / Le quattro giornate di Napoli (Италия, реж. Нанни Лой)